# Nisída Goúvino
Nisída Goúvino är en ö i Grekland.   Den ligger i regionen Joniska öarna, i den västra delen av landet, 400 km nordväst om huvudstaden Aten.
Terrängen på Nisída Goúvino är mycket platt. Öns högsta punkt är 4 meter över havet. 